# Rugby Europe Super Cup 2022
El Rugby Europe Super Cup (en español: Supercopa europea de rugby) de 2022 fue la segunda edición del torneo profesional de rugby para naciones europeas.
La principal novedad del torneo para esta temporada, fue la exclusión de los equipos rusos debido a la Invasión rusa de Ucrania, en su reemplazo se confirmó la incorporación de Romanian Wolves y los georgianos de Batumi RC.

## Sistema de disputa
Las franquicias se dividieron en dos conferencias (este y oeste) según criterio geográfico, cada conferencia estuvo integrada por cuatro equipos, cada equipo disputó seis encuentros frente a sus rivales, finalizada la fase regular los dos mejores equipos de cada grupo clasificaron a las semifinales por el título del torneo y la posterior final.

## Fase de grupos

### Grupo Oeste
| Pos. | Equipo                   | Encuentros | Encuentros | Encuentros | Encuentros | Tantos | Tantos | Tantos | PB | PB | Puntos |
| Pos. | Equipo                   | PJ         | PG         | PE         | PP         | F      | C      | Dif    | BO | BD | Puntos |
| ---- | ------------------------ | ---------- | ---------- | ---------- | ---------- | ------ | ------ | ------ | -- | -- | ------ |
| 1.º  | Lusitanos XV             | 6          | 5          | 0          | 1          | 297    | 66     | +231   | 3  | 1  | 24     |
| 2.º  | Castilla y León Iberians | 6          | 5          | 0          | 1          | 189    | 71     | +118   | 3  | 1  | 24     |
| 3.º  | Brussels Devils          | 6          | 1          | 0          | 5          | 75     | 322    | -247   | 1  | 1  | 6      |
| 4.º  | The Delta                | 6          | 1          | 0          | 5          | 95     | 197    | -102   | 0  | 1  | 5      |

#### Primera fecha
| 10 de septiembre de 2022 | Brussels Devils | 3 - 61 | Castilla y León Iberians |  |  |

| 11 de septiembre de 2022 | Delta | 19 - 26 | Lusitanos XV |  |  |

#### Segunda fecha
| 17 de septiembre de 2022 | Lusitanos XV | 95 - 0 | Brussels Devils |  |  |

| 18 de septiembre de 2022 | Castilla y León Iberians | 22 - 7 | Delta |  |  |

#### Tercera fecha
| 24 de septiembre de 2022 | Delta | 21 - 14 | Brussels Devils |  |  |

| 25 de septiembre de 2022 | Castilla y León Iberians | 20 - 22 | Lusitanos XV |  |  |

#### Cuarta fecha
| 15 de octubre de 2022 | Brussels Devils | 48 - 21 | Delta |  |  |

| 15 de octubre de 2022 | Lusitanos XV | 12 - 17 | Castilla y León Iberians |  |  |

#### Quinta fecha
| 22 de octubre de 2022 | Delta | 17 - 40 | Castilla y León Iberians |  |  |

| 22 de octubre de 2022 | Brussels Devils | 0 - 95 | Lusitanos XV |  |  |

#### Sexta fecha
| 28 de octubre de 2022 | Lusitanos XV | 47 - 10 | Delta |  |  |

| 30 de octubre de 2022 | Castilla y León Iberians | 29 - 10 | Brussels Devils |  |  |

### Grupo Este
| Pos. | Equipo          | Encuentros | Encuentros | Encuentros | Encuentros | Tantos | Tantos | Tantos | PB | PB | Puntos |
| Pos. | Equipo          | PJ         | PG         | PE         | PP         | F      | C      | Dif    | BO | BD | Puntos |
| ---- | --------------- | ---------- | ---------- | ---------- | ---------- | ------ | ------ | ------ | -- | -- | ------ |
| 1.º  | The Black Lion  | 6          | 4          | 1          | 1          | 201    | 79     | +122   | 4  | 1  | 23     |
| 2.º  | Tel Aviv Heat   | 6          | 4          | 1          | 1          | 165    | 95     | +70    | 1  | 0  | 19     |
| 3.º  | Batumi RC       | 6          | 2          | 0          | 4          | 68     | 142    | -74    | 1  | 0  | 9      |
| 4.º  | Romanian Wolves | 6          | 1          | 0          | 5          | 92     | 210    | -118   | 0  | 1  | 5      |

#### Primera fecha
| 10 de septiembre de 2022 | Romanian Wolves | 20 - 25 | Tel Aviv Heat |  |  |

| 11 de septiembre de 2022 | Batumi RC | 3 - 29 | Black Lion |  |  |

#### Segunda fecha
| 17 de septiembre de 2022 | Romanian Wolves | 37 - 15 | Batumi RC |  |  |

| 18 de septiembre de 2022 | Black Lion | 25 - 25 | Tel Aviv Heat |  |  |

#### Tercera fecha
| 25 de septiembre de 2022 | Black Lion | 43 - 21 | Romanian Wolves |  |  |

| 25 de septiembre de 2022 | Batumi RC | 19 - 11 | Tel Aviv Heat |  |  |

#### Cuarta fecha
| 13 de octubre de 2022 | Tel Aviv Heat | 24 - 18 | Black Lion |  |  |

| 15 de octubre de 2022 | Batumi RC | 23 - 3 | Romanian Wolves |  |  |

#### Quinta fecha
| 22 de octubre de 2022 | Tel Aviv Heat | 25 - 8 | Batumi RC |  |  |

| 23 de octubre de 2022 | Romanian Wolves | 6 - 49 | Black Lion |  |  |

#### Sexta fecha
| 29 de octubre de 2022 | Black Lion | 37 - 0 | Batumi RC |  |  |

| 30 de octubre de 2022 | Tel Aviv Heat | 55 - 5 | Romanian Wolves |  |  |

## Fase final

### Semifinales
| 4 de diciembre de 2022 | The Black Lion | 41 - 9 | Castilla y León Iberians |  |  |

| 4 de diciembre de 2022 | Lusitanos XV | 22 - 30 | Tel Aviv Heat |  |  |

### Final
| 17 de diciembre de 2022 | The Black Lion | 29 - 17 | Tel Aviv Heat |  |  |

| Bandera de Georgia     |
| Campeón The Black Lion |
| Segundo título         |